# Margaret Lilian Pitt Morison

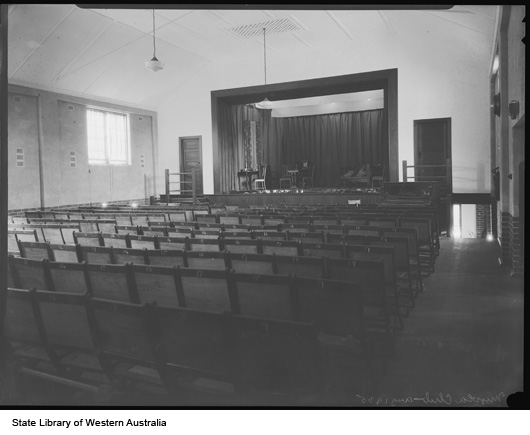
Myola Club Hall, Perth (1935)

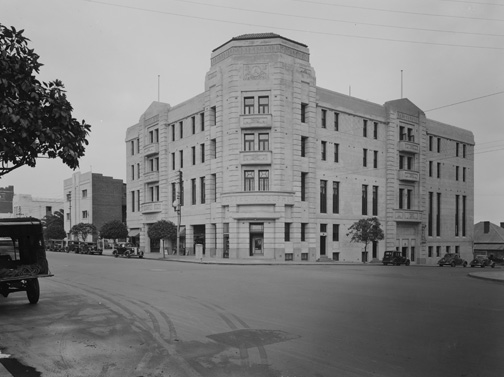
Adelphi Hotel, 1936

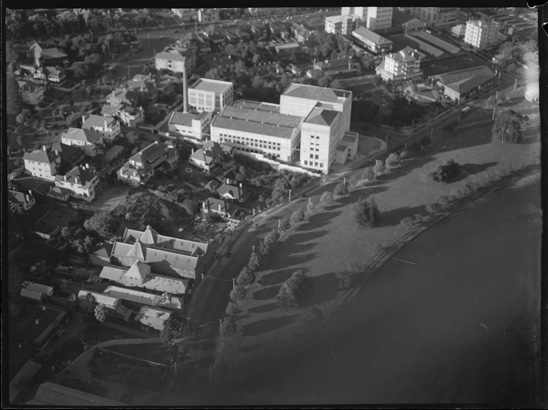
Destilería Emu, Perth, 1938

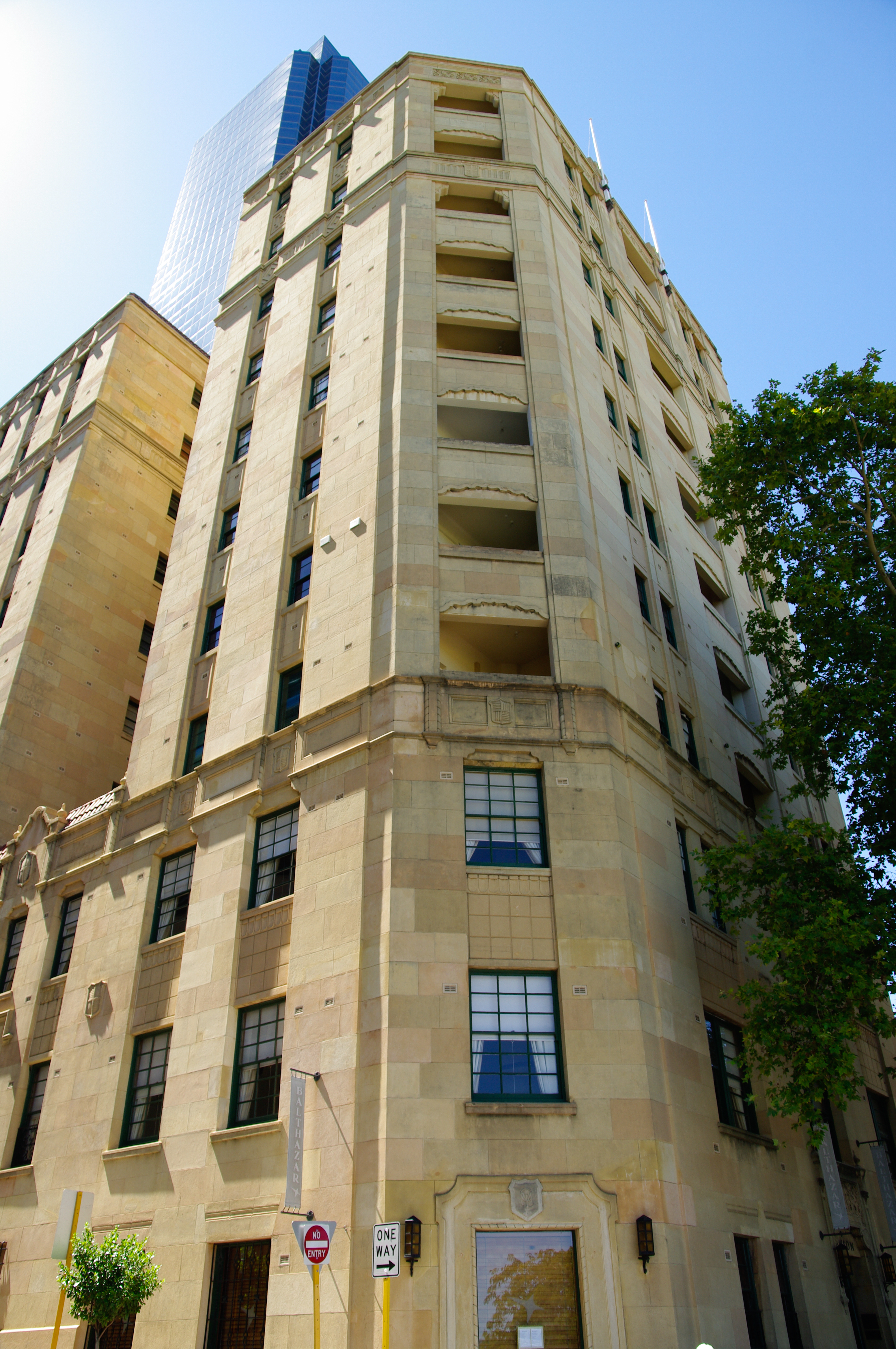
Lawson Apartments, con Harold Boas, 1938

Margaret Lilian Pitt Morison,  (3 de diciembre de 1900, North Perth, Australia - 12 de diciembre de 1985, Nedlands, Australia) fue la primera mujer arquitecta en Australia Occidental. Como profesional, docente e historiadora, hizo importantes contribuciones a la arquitectura australiana occidental de los siglos XIX y XX.

## Primeros años
Hija de Frances Margaret Somner y George Pitt Morison, asistió a la Escuela Secundaria de Niñas de Claremont y a la Escuela Moderna de Perth.
Inició sus estudios de arquitectura en 1920 y en octubre de 1924 terminó y se consagró la primera mujer arquitecta matriculada de Australia Occidental.
Se formó como pasante de Edwin Summerhayes y completó esta primera experiencia en la firma de Eales & Cohen. En 1925, Margaret Pitt Morison se mudó a Melbourne e inició sus estudios en el Atelier de Arquitectura de la Universidad de Melbourne, el cual se basó en la formación de la Escuela de Bellas Artes de París. 
Trabajó para importantes firmas como la de Cedric Ballantyne y la de Anketell y Kingsley Henderson.
En 1929 regresó a Perth, para trabajar con el arquitecto Frederick G. Hawkins y allí participó en el diseño de las oficinas para la Atlas Assurance Company, uno de los primeros edificios de hormigón armado de la ciudad. 
En ese momento, las condiciones sociales habían empezado a mejorar para las mujeres que querían estudiar la carrera de arquitectura. Los prejuicios fueron desapareciendo en una profesión que hasta ese entonces estaba dominada por los hombres. Las pocas arquitectas en Perth, durante la década de 1930, sostuvieron un vínculo muy fuerte dentro de la profesión. Entre las arquitectas australianas se mencionan Nancy Allen, Dorothea Hancock y Zoie Bennett.

## Trayectoria
Durante los años de la Gran Depresión, cuando la actividad en la arquitectura había decaído Margaret se unió a Poster Studios, una pequeña empresa de arte comercial establecida por Harold Krantz, John Oldham y Colin Ednie-Brown. Trabajó con H. Krantz en el diseño del Club Myola (c.1934) en Claremont y con Oldham, Boas y Ednie-Brown en los detalles del Hotel Adelphi (c.1936), la remodelación del Club Karrakatta (c.1936) y los detalles de la Emu Brewery (c.1938).
Entre 1938 y 1942, estableció una firma con Heimann Jacobsohn, refugiado judío de la Alemania nazi. Juntos trabajaron en la producción de diseños modernos de mobiliario y residencias para clientes privados, incluyendo los Departamentos Marginata y una casa para ella y su padre en el suburbio de Dalkeith.
A partir de 1942, se involucró en proyectos relacionados con la guerra como miembro del Departamento de Obras del Patrimonio Común y el Consejo de Obras de los aliados, puesto al que renunció en protesta después de lo que ella consideró una injusticia que redujo los salarios femeninos. En 1948, decidió regresar a Perth donde fue nombrada profesora en el Curso de Arquitectura del Colegio Técnico donde ejerció como profesora de historia, diseño cívico y bellas artes, hasta 1962.
Entre 1967 y 1971, realizó trabajos de investigación sobre historia de la arquitectura del estado en el Departamento de Planificación del Ayuntamiento de Perth y en la Escuela de Arquitectura de la Universidad de Australia Occidental. En 1979, produjo un estudio llamado Ciudades y Edificios occidentales, coeditado con John White, donde realizó un análisis exhaustivo de la arquitectura australiana occidental del siglo XIX y XX. Ese mismo año fue nombrada Miembro Honorario del Real Instituto Australiano de Arquitectos.

## Obras
Entre las obras más importantes se encuentran:
- Club Myola, Perth (1934)
- Hotel Adelphi, Perth (1936)
- Club Karrakatta, Perth (1936)
- Lawson Apartments con Harold Boas (1936)[4]
- Emu Brewery, Perth (1938)

## Reconocimientos
Su labor ha sido reconocida por diversas instituciones. La Universidad de Australia Occidental otorga el premio Margaret Pitt-Morison Memorial Prize al estudiante que, a juicio del consejo, ha sido el mejor en las asignaturas de Historia y Teoría para la obtención del título de Bachiller en Diseño Ambiental. El Instituto Australiano de Arquitectos otorga en su nombre el Premio Anual de Patrimonio.